# برس
|             |  |  |
| انواع برس‌ها |  |  |

بُرُس (به فرانسوی: Brosse) ابزاری است با موها، سیخ‌ها یا دیگر رشته‌ها که برای پاکیزه کردن، آراستن و شانه کردن و دیگر کارها برای مو، دندان و زمین و… به کار می‌رود. برس‌ها معمولاً دارای یک دسته و تعداد زیادی رشته‌اند. با توجه به کاربردهای برس، جنس مواد تشکیل‌دهندهٔ آن متفاوت است؛ مثلاً برس دندان (مسواک) دارای الیاف نایلونی و دسته‌های پلاستیکی، پلیمری یا چوبی هستند؛ برسهای آرایشی یا نقاشی دارای رشته‌های نرم و از جنس موی جانوران‌اند؛ و برس‌های نظافت و تمیزکاری از رشته‌های پلاستیکی سخت یا سیم‌های فلزی ساخته شده‌اند.

## با کارکرد

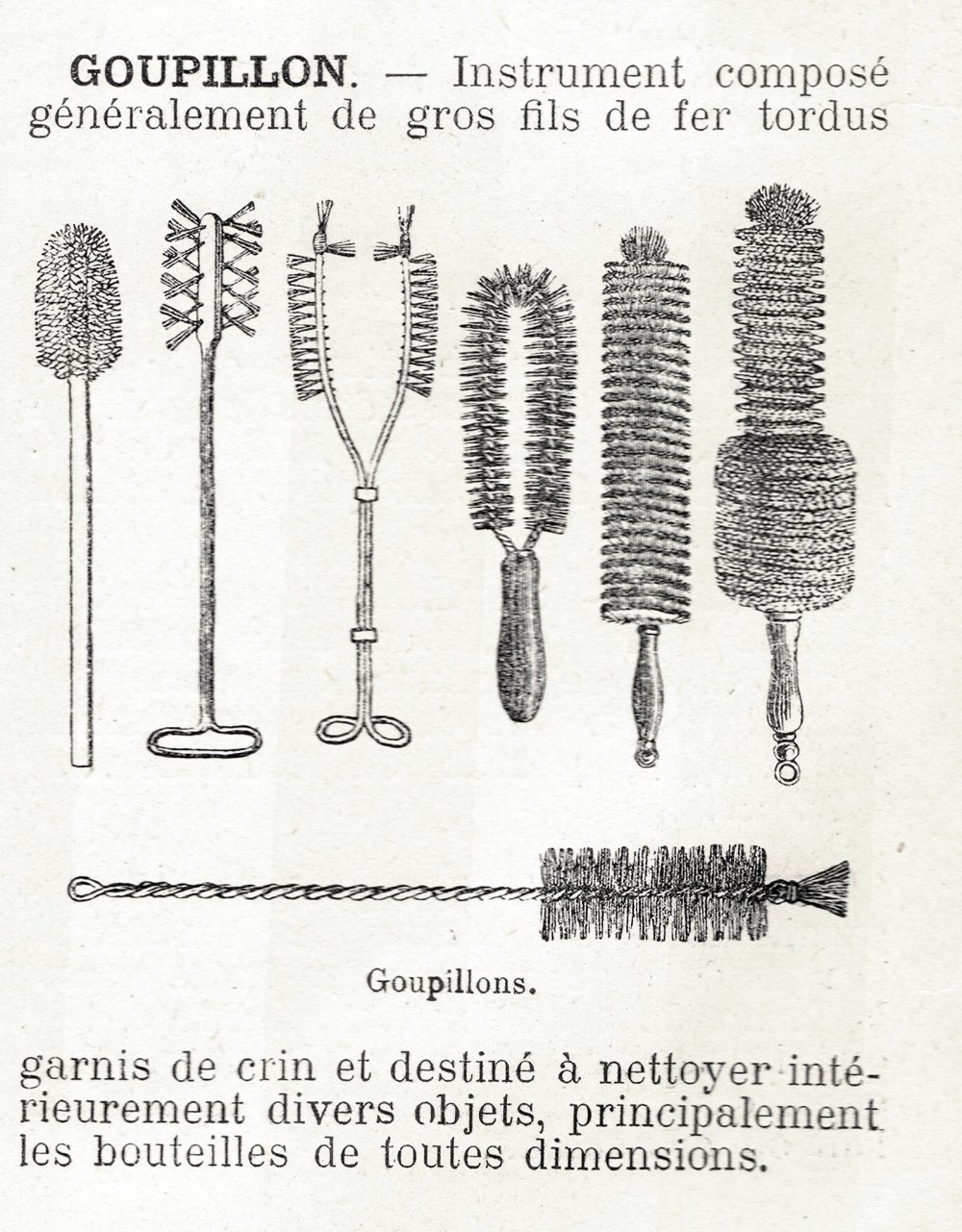
مجموعه‌ای از برس‌های پاکیزه کردن، از جمله برس بطری

بِرُس‌ها (به انگلیسی: Brush) کاربردهای فراوانی دارند، از جمله:

### ماده‌زدا (پاک‌کننده و نَسوکننده)
کنش این برس‌ها به‌طور عمده در نوک هر موی انعطاف‌پذیر است که ذره‌های ماده را می‌زداید.
- برس باستان‌شناسی
- برس زنبورداری
- برس سابنده نیمکت

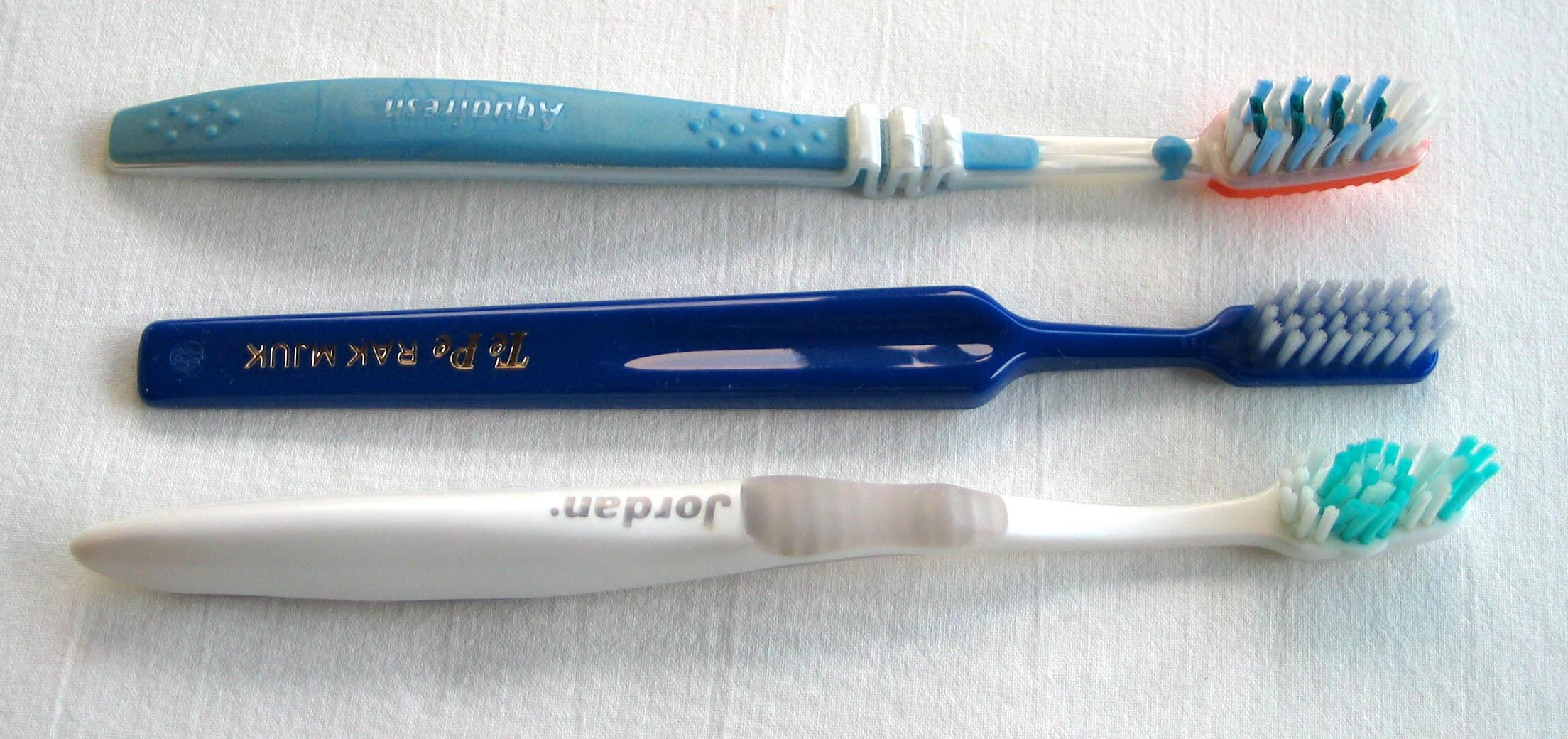
برس دندان

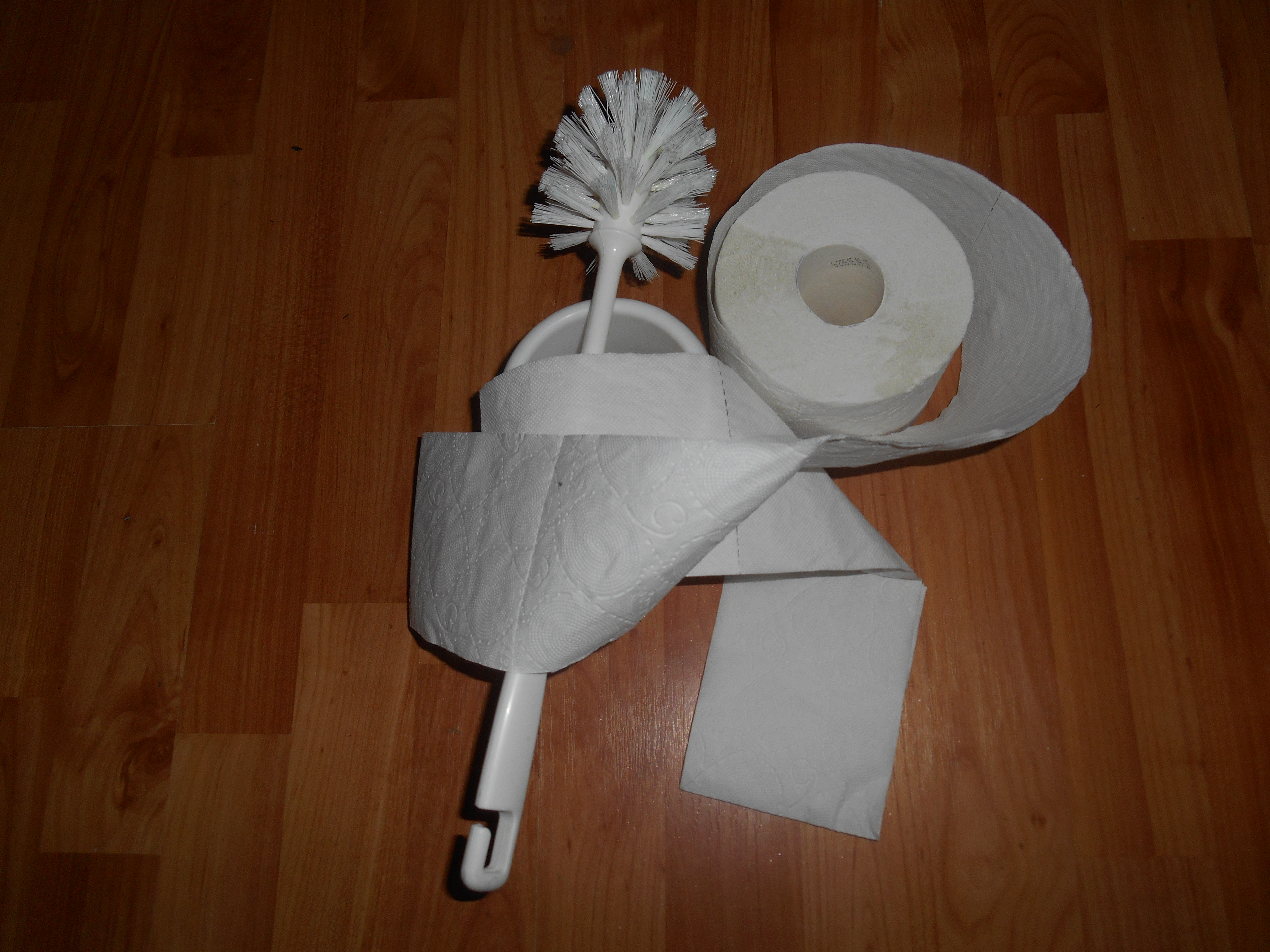
برس توالت

- برس بتری: یک برس دسته دراز با رج‌های موی شعاعی، طراحی‌شده مناسب با بطری‌های دهان کوچک و دسترسی داشتن به درونه بزرگ‌تر.
- جاروب (برس دسته‌دراز)
- برس خودروشویی (کارواش)
- برس دودکش (شومینه)
- برس Chip
- برس پوشاک
- برس خرده‌نان (جارودستی)
- برس کرلینگ (ورزش)
- برس Dandy، برای رسیدگی اسب (horse grooming)
- برس ظرف‌شویی
- برس کف (برس حیاط، جاروب حیاط، برس دستی)
- برس Flue
- برس چلیک تفنگ گلوله‌زنی (لوله سلاح)
- برس توالت
- برس Milk-churn
- برس ناخن
- Neck Duster
- برس چرخیدنی
- اسکرابر
- برس نسوکردن کفش
- برس لوله آزمایش
- برس دندان (مسواک)
- برس تایپ‌نویس پاک‌کن
- برس پاک‌کننده وکیوم (جاروبرقی)
- برس سبزیجات (برس قارچ)
- برس سیمی

### کاربرد ماده‌ای
کنش این برس‌ها بیش‌تر از پهلوهاست، نه نوک، در تماس با آن ماده گرفته را با مویینگی آزاد می‌کند.
- برس اثرانگشت پزشکی قانونی
- برس طلاکاری (زراندودکاری)
- برس جوهر
- برس آرایش
- برس ماسکارا (ریمل)
- برس ناخن نسوکن

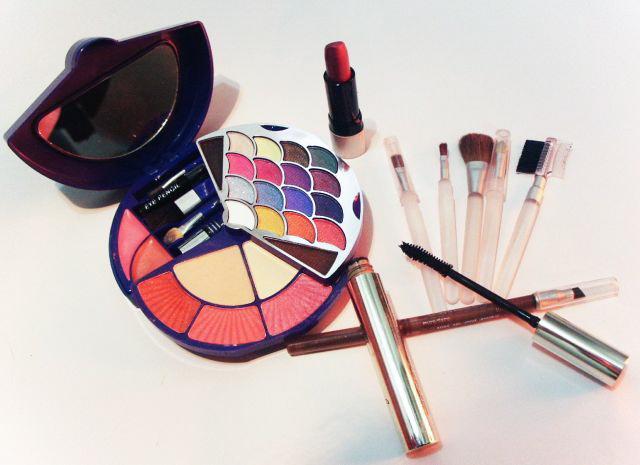
مجموعه آرایش‌افزارها و برس‌های آرایش

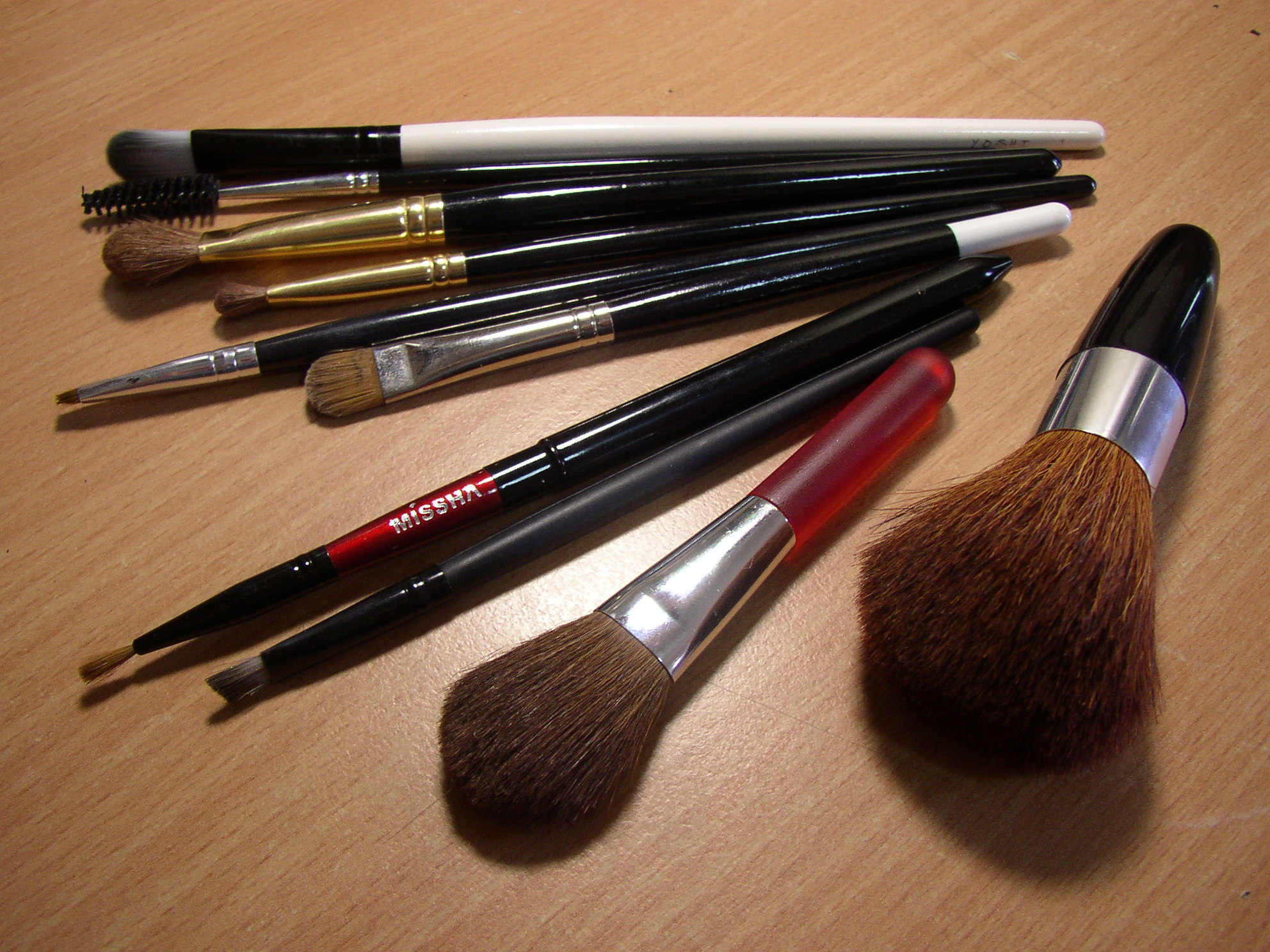
برس‌های آرایش (میک‌آپ)

- برس نقاشی یا قلم‌مو (هنر زیبا یا آذین خانه)
- برس آشپزی یا برس شیرینی‌پزی
- برس موتراشی یا ریش‌تراشی
- برس نسوکردن کفش
- برس کاغذدیواری

### شانه‌زنی
کنش این برس‌ها بیشتر مانند شانه‌زنی است تا برس‌زنی، این است که آن‌ها در راست کردن و ناگوریدن رشته‌ها به کار می‌روند. انواع خاصی از برس مو با این حال برای برس زدن خود پوست سر طراحی‌شده‌اند جدا از مادیگی همچون پوست مرده (شوره) و برای تقویت پوست سر.

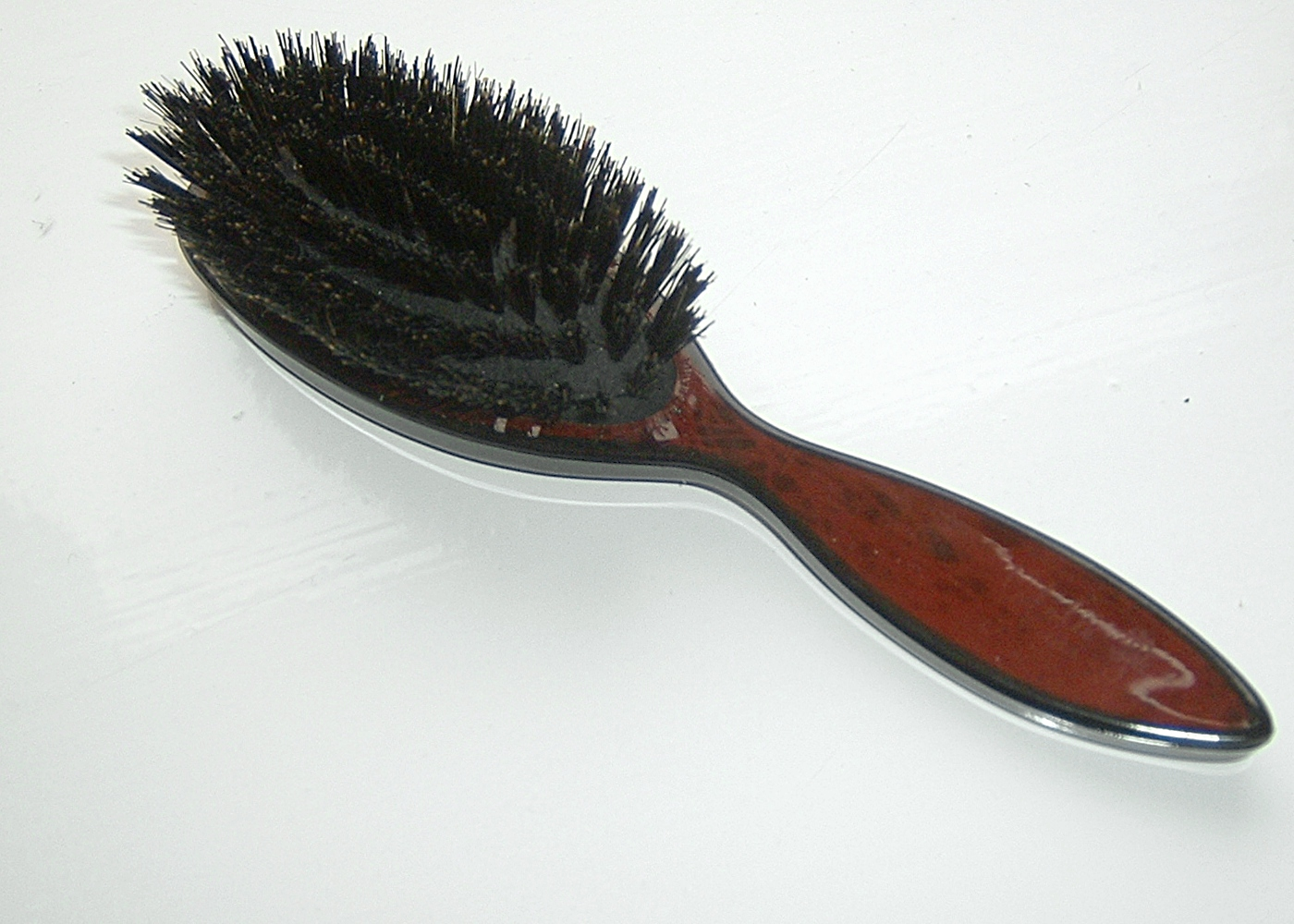
برس‌موی تخت

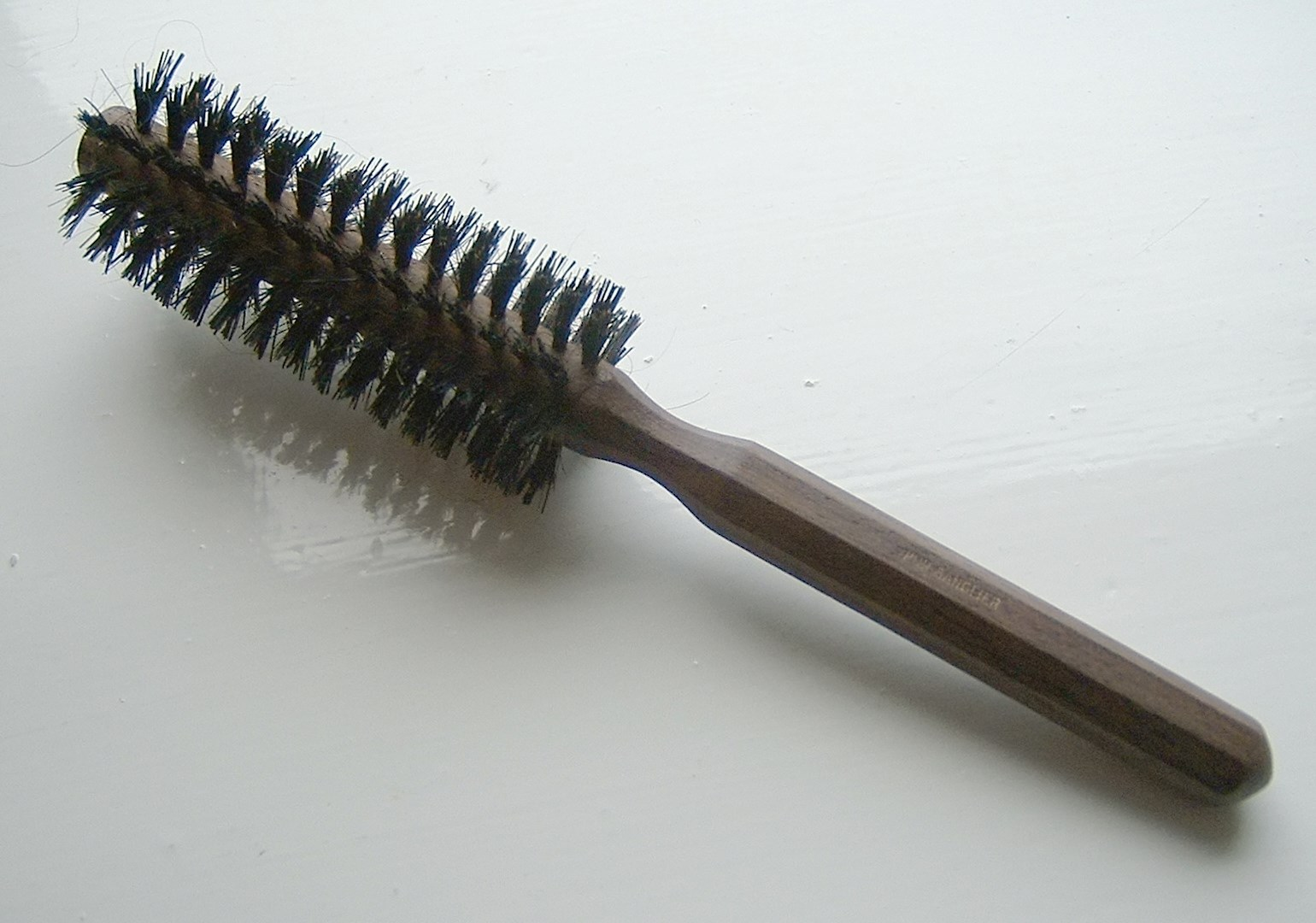
برس‌موی گرد

- برس رسیدگی (Grooming)
- برس مو

### دیگر

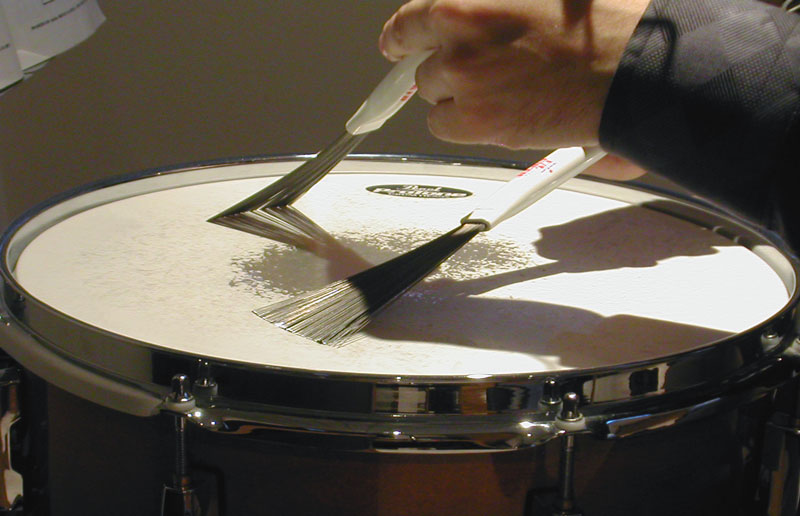
برس‌ها بر یک درام کوچک به کار می‌رود

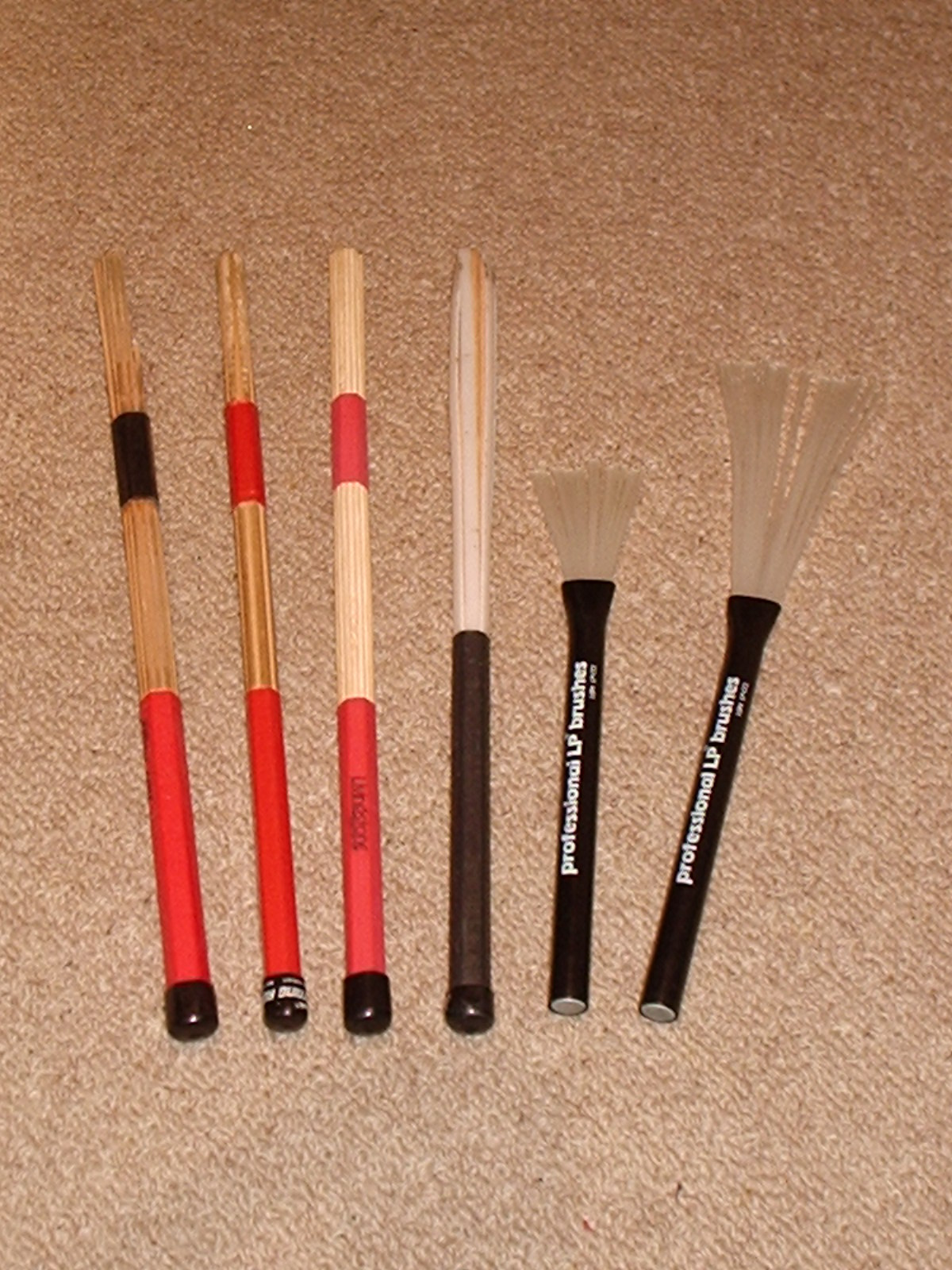
روت‌ها و برس‌های نایلونی

- برس (الکتریک) یا جاروبک کربنی، به کار رفته در موتورهای الکتریکی
- برس مغناطیسی (دستگاه آشکارش برق‌ایستا)
- برس نمونان‌گیری پزشکی
- برس Percussion mallets (زنشگر)
- برس نقطه‌نگاری